# Ceneselli
Ceneselli è un comune italiano di 1 558 abitanti della provincia di Rovigo in Veneto, situato ad ovest del capoluogo.
Ceneselli è uno dei paesi del Polesine in cui si parla un dialetto affine a quello di Ferrara, perché venutosi a trovare in territori estensi, ne ha sentito una forte influenza.

## Storia
Nel 1893 nasce l'organizzazione del Partito Socialista Italiano (PSI) a Ceneselli. Il padre del socialismo rodigino fu Nicola Badaloni con la collaborazione di Gino Piva. L'entusiasmo politico e sindacale di Gino Piva fu così contagioso che il primo sciopero del 1894 rimase memorabile tra i braccianti del Polesine da essere ricordato in un canto popolare del tempo:
Evviva Gino Piva / che col suo bel parlare / tutta la provincia / ha fatto ribellare.

## Monumenti e luoghi di interesse

### Architetture religiose

#### Chiesa parrocchiale dell'Annunciazione di Maria Santissima
La struttura attualmente presente risale alla seconda metà del 1700; di elevato interesse storico è la statua di Maria Santissima, probabilmente di scuola ferrarese. Su questa statua si narra una leggenda sul suo ritrovamento miracoloso in un canale presente nella parrocchia di Ceneselli, e per ricordare tale avvenimento ogni 3 anni si effettua una funzione religiosa (con processione fino al luogo di presunto ritrovamento) molto sentita nella parrocchia polesana.

### Architetture civili
- Villa Peretti. Villa veneta edificata dalla famiglia Peretti alla fine del XVI secolo qui stabilitasi dopo le prime fasi della Bonifica Bentivoglio che interessò anche la parte più occidentale della Traspadana ferrarese. Sviluppata su tre livelli, è caratterizzata principalmente dalla facciata di gusto neoclassico, con corpo mediano in aggetto, e conserva ancora l'area dell'originale parco.

## Società

### Evoluzione demografica
Abitanti censiti

## Amministrazione

### Sindaco
Di seguito, i Sindaci di Ceneselli dal 1950 in poi. Le ultime elezioni amministrative si sono svolte il 26 maggio 2019 e hanno visto affermarsi come Sindaco l'avvocato Angela Gazzi, con la lista civica "Cenesellinsieme".
| Periodo | Periodo   | Primo cittadino  | Partito                                            | Carica  | Note |
| ------- | --------- | ---------------- | -------------------------------------------------- | ------- | ---- |
| 1950    | 1975      | Gino Mantovani   | Partito Comunista Italiano                         | Sindaco |      |
| 1975    | 1984      | Roberto Andreasi | Democrazia Cristiana                               | Sindaco |      |
| 1984    | 1995      | Giorgio Miatto   | Democrazia Cristiana                               | Sindaco |      |
| 1995    | 1999      | Mario Pinotti    | Partito Democratico della Sinistra                 | Sindaco |      |
| 1999    | 2004      | Mario Pinotti    | Democratici di Sinistra                            | Sindaco |      |
| 2004    | 2009      | Marco Trombini   | Lista Civica (Centro-destra)                       | Sindaco |      |
| 2009    | 2014      | Marco Trombini   | Lista Civica (Centro-destra)                       | Sindaco |      |
| 2014    | 2019      | Marco Trombini   | Lista Civica "Uniti per Ceneselli" (Centro-destra) | Sindaco |      |
| 2019    | in carica | Angela Gazzi     | Lista Civica "Cenesellinsieme"                     | Sindaco |      |